# المحطة (مسرحية)
مسرحية المحطة مسرحية لبنانية ترأست بطولتها السيدة فيروز. قدُمت عام 1973،عُرضت المسرحية للمرّة الأولى عام 1973 على مسرح البيكاديللي في بيروت.

## شخصيات المسرحية
- وردة: فيروز
- رئيس البلدية : نصري شمس الدين
- زوجة سعدو : هدى
- سعدو : ايلي شويري
- أبو اسعد الشاويش : وليم حسواني
- الحرامي : انطوان كرباج
- سبع تاجر الغنم : فيلمون وهبي

## فريق الإنتاج
- إخراج: بيرج فازليان (مخرج)
- تأليف: الاخوين رحباني (مؤلف)

## أغاني المسرحية
- ليالي الشمال الحزينة
- يادار دوري فينا
- سألوني الناس
- كان الزمان
- سهرة الحب
- رجعت الشتوية

## قصة المسرحية
قصة المسرحية:
يزاح الستار على حقل بطاطا، حيث سعدو (إيلي شويري) وزوجته (هدى) يعتنيان به. تظهر فتاة غريبة، وردة (فيروز), لتفاجئهما كلياً بسؤالها عن وصول القطار. مدغدغة أحلامهما بالرغبة في معيشة أفضل، أوصلتهما إلى شبه اقتناع، أن الحقل الذي يعملان فيه هو في الحقيقة محطة للقطار، وأن هذا القطار سيأتي حتماً, ليأخذهما إلى مكان أفضل.
وصلت شائعة المحطة إلى رئيس البلدية، رئيس الشرطة، ومعلم المدرسة، الذين جاؤوا ليتبينوا حقيقة الأمر. لم يصدقوا إدعاء وردة، واتهموها بإثارة الفوضى والمشاكل.
لحق أحد اللصوص (أنطوان كرباج) بوردة، وكان يحاول سرقة حقيبتها، لكنه تبنى تضخيم فكرة المحطة، عندما أدرك العدد المتزايد من الذين بدأوا بتصديق قصة وردة، وكتغيير تكتيكي، بدأ ببيعهم بطاقات قطار مزيفة.
استغل آخرون الفرصة، لرفع أسعار الأراضي، وتكوين ثروة.
في تطور دراماتيكي، صدق كثيرون بالمحطة، وبالوعد الذي يحمل القطار. قرر رئيس البلدية أن يستعين بالعرافين الذين استحضروا الجن في حضرة مجلس الأعيان.
لكن الجن تركوهم في نفس حالة الارتباك التي كانوا فيها قبل الاجتماع. إن خيالية هذا الاجتماع، تشابه الحالة التي تخيم على جو المسرحية بأكملها إلى حد بعيد.
نتيجة للشعبية المتزايدة، قام أخيراً رئيس البلدية، بافتتاح المحطة رسمياً. ابتاع الناس البطاقات، وانتظروا وصول القطار لأيام في المحطة، وعلى نفقة رئيس البلدية الذي اهتم باحتياجاتهم.
طال الانتظار، وبدأ اليأس والقلق يسيطر على الناس المتذمرين، وكان التمرد على وشك أن يتفجر، عندما وصل القطار حقيقة إلى المحطة. صعد إليه الناس، تاركين وردة التي لم تتمكن من الحصول على بطاقة، وحيدة في المحطة التي اخترعتها.